# Paracles tenuis
Paracles tenuis là một loài bướm đêm thuộc phân họ Arctiinae, họ Erebidae.